# Yoon Kyung-shin
Yoon Kyung-shin (Seúl, 7 de julio de 1973) es un jugador de balonmano surcoreano retirado, que jugaba de lateral derecho. Su último equipo fue el Doosan Handball, el cual entrena actualmente.
Fue internacional con la selección de balonmano de Corea del Sur con la que logró cinco Juegos Asiáticos. Fue nombrado Jugador del Año de la IHF en 2001 y tercero en 1998. Fue el máximo goleador histórico de la Bundesliga, hasta que Hans Lindberg le superó en 2023, y fue el abanderado de Corea del Sur en los Juegos Olímpicos de Londres 2012, siendo, probablemente, el mejor jugador de balonmano surcoreano de la historia.

## Palmarés

### Hamburgo
- Recopa (1): 2007

### Doosan
- Liga de Corea del Sur de balonmano (1): 2011

## Clubes
- VfL Gummersbach (1996-2006)[4]
- HSV Hamburg (2006-2008)
- Doosan Handball (2008-2011)